# Trois contes
Trois contes (Drie vertellingen) (1877) is een boek met drie vrij korte verhalen van Gustave Flaubert, een Franse schrijver die tot het realisme wordt gerekend. Na het grote succes van zijn boek 'Madame Bovary' (1857) volgden er vele tegenslagen in de carrière van Flaubert. Na de mislukking van weer een project schreef hij 'Trois Contes'.
In tegenstelling tot zijn vorige werken kenmerkten de verhalen in het boek zich door hun bondigheid. De korte vertellingen vatten het meesterschap van de schrijver samen, ze vormen het hoogtepunt van zijn schrijfstijl. Typerend zijn de vermenging van drie soorten focalisatie, drie soorten discours en werkwoordstijden. Hierdoor wisselen actie en beschrijving zich subtiel af en weet de lezer nooit precies wie wat denkt of vertelt.
De drie verhalen in 'Trois Contes' zijn de volgende:
- Un coeur simple
- La Légende de Saint Julien l'Hospitalier
- Hérodias

## Samenvattingen
Un coeur simple
Félicité is de dienstbode van Madame Aubain, een weduwe en moeder van twee kinderen, Paul en Virginie. Ze wonen in een geërfd huis in Pont-l'Évêque. Félicité is een erg toegewijde dienstbode, al vanaf haar 18e. Verder is ze vooral naïef en simpel van geest. Ze werd dienstbode na een teleurstelling in de liefde: de man van wie ze hield, trouwde een oudere vrouw, om zo de dienstplicht te voorkomen.
Félicité zorgt voor de kinderen van Madame Aubain. Paul gaat het huis uit om lessen te volgen in Caen. In het begin heeft Félicité het erg moeilijk met zijn vertrek, maar later wordt ze getroost door iets waar ze afleiding bij vindt: de godsdienstlessen van Virginie. Het mystieke van het geloof spreekt Félicité erg aan. Maar al snel moet ook Virginie het huis uit, haar verdere opvoeding zal plaatsvinden bij nonnen in Honfleur.
Nu gaat Félicité haar liefde richten op haar neef Victor. Maar hij gaat op een lange reis, waar hij nooit van terug zal komen. Enige tijd later sterft Virginie aan een longaandoening. Hierdoor voelt Félicité zich erg eenzaam. Ze begint al haar liefde en tederheid te wijden aan Loulou: een papegaai die men haar cadeau heeft gedaan.
Na een keelontsteking wordt Félicité doof, ze raakt geïsoleerd van de rest van de wereld. In haar isolement is de 'stem' van haar papegaai het enige wat ze nog waarneemt. Loulou is alles voor haar. Maar op een dag vindt ze hem dood in zijn kooi. Ze heeft zoveel moeite met het afscheid van haar papegaai, dat Madame Aubain besluit het beestje op te laten zetten.
Na de dood van Madame Aubain blijft Félicité helemaal alleen achter in het vervallende huis, zonder familie, zonder mensen, zonder (levende) papegaai. Ze is zwak, doof, blind en oud. Wanneer ze een longontsteking oploopt en behoorlijk ziek wordt, trekt er op een dag een processie door de straten. Het is alsof ze de processie kan horen en zien. Ze offert zelfs haar opgezette papegaai op door hem op een altaartje voor het huis te laten plaatsen. Tijdens de processie heeft Félicité een ultiem visioen: de Heilige Geest verschijnt aan haar in de vorm van een gigantische papegaai... Na dit visioen visie sterft ze.